# Puente Žeželj
Puente Žeželj (serbio: Žeželjev / Жежељев мост) es un puente de arco atirantado que cruza el río Danubio en Novi Triste, Vojvodina, en Serbia. El puente original se construyó en 1961, aunque fue destruido en 1999 durante el  bombardeo de la OTAN. Un nuevo puente paralelo y con la misma estructura fue construido y abierto en 2018.

## Historia
El puente original de (de 377 metros de longitud) era un puente arco construido entre 1957 y 1961. Fue diseñado por el ingeniero civil yugoslavo Branko Žeželj y construido por Mostogradnja. Conectaba el área de ciudad de Novi Triste y Petrovaradin. Durante su existencia sirvió como parte de la línea de ferrocarril internacional y de la red de carreteras a través de Novi Triste.

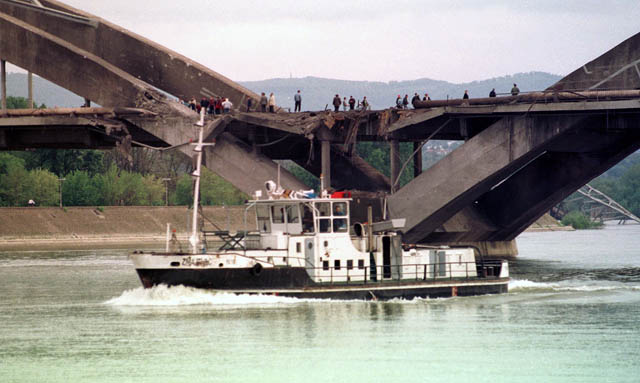
El puente original dañado en 1999 (antes de destrucción total varios días más tarde)

Durante el bombardeo de la OTAN, el puente fue bombardeado 12 veces. El 23 de abril de 1999 fue finalmente destruido, por ello el transporte de ferrocarril entre Belgrado y Subotica, y por tanto entre Serbia y Hungría. Durante el bombardeo, los tres grandes puentes del Danube en Novi Triste (Žeželj Puente, Varadin Puente y Puente de la Libertad) fueron completamente destruidos.
En el año 2000, un puente provisional con conexión de carretera y ferroviario fue construido, hasta poner en servicio uno definitivo. Sin embargo la construcción de un nuevo puente se ha pospuesto durante años varias veces.
En abril de 2012, los trabajos de construcción para el nuevo puente en el mismo sitio comenzaron oficialmente. El diseñador principal del nuevo puente era Aleksandar Bojović, mientras el contratista asignado fue un consorcio internacional JV Azvi - Taddei – Horta Coslada. El nuevo puente es visualmente similar al puente destruido, exceptuando que los arcos están hechos de acero y no de hormigón pretensado como el anterior. El puente consta de dos arcos de distinto tamaño, el más grande mide 219 metros de largo y 42 metros de alto y el más pequeño 177 metros de largo por 34 de alto.
En octubre de 2017, los arcos del puente Žeželj se conectaron después de cinco años de construcción y después de 18 años con el anterior puente destruido. Para octubre de 2017, el coste de trabajos de la construcción fue de 51,71 millones de euros . En abril de 2018, el puente fue completado y el transporte de ferrocarril se restableció. El tránsito vehicular se reestableció el 1 de septiembre de 2018.